# Zwerggalerie

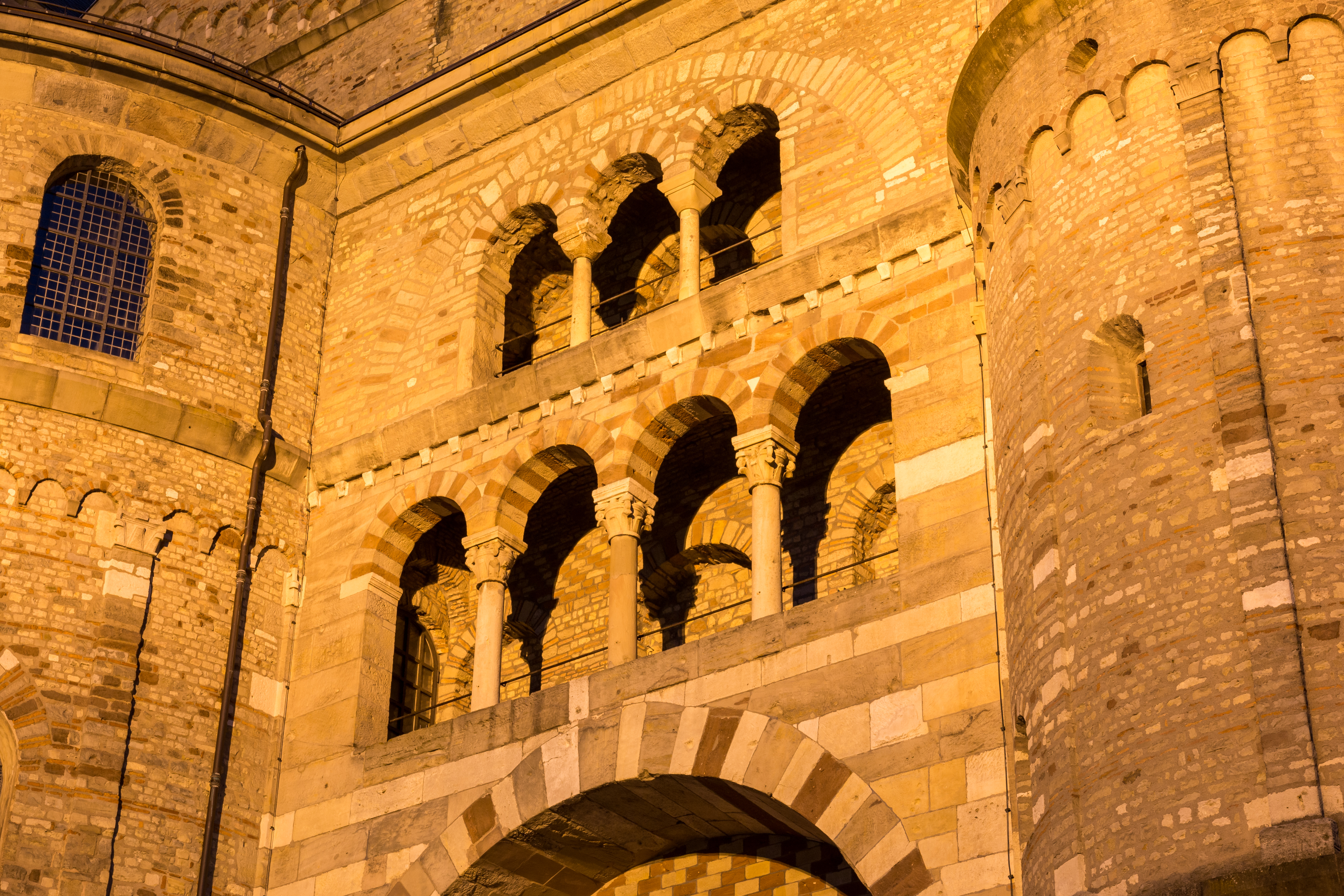
Zwerggalerien in der Westfassade des Trierer Doms, 1142–1147

Die Zwerggalerie (fälschlich auch Zwerchgalerie genannt) ist ein Zierelement der mittelalterlichen Baukunst, ganz überwiegend der Romanik, aber vereinzelt auch der Gotik.
Als Zwerggalerie bezeichnet man einen offenen Arkadengang, zumeist knapp unter dem Dachansatz eines (Kirchen-)Gebäudes. Sie zieht sich um Gebäudeteile, zum Beispiel eine Apsis oder ganze Gebäude. Am Speyerer Dom etwa zieht sich eine Zwerggalerie um das gesamte Langhaus. Trotz hauptsächlicher Zierfunktion kann sie auch begehbar sein.
Die Zwerggalerie trat zum ersten Mal um 1050 an der Westfassade des Trierer Domes auf und um 1100 am Speyerer Dom als ein Element, das das gesamte Gebäude umläuft.

## Unterschiedliche Rückwände

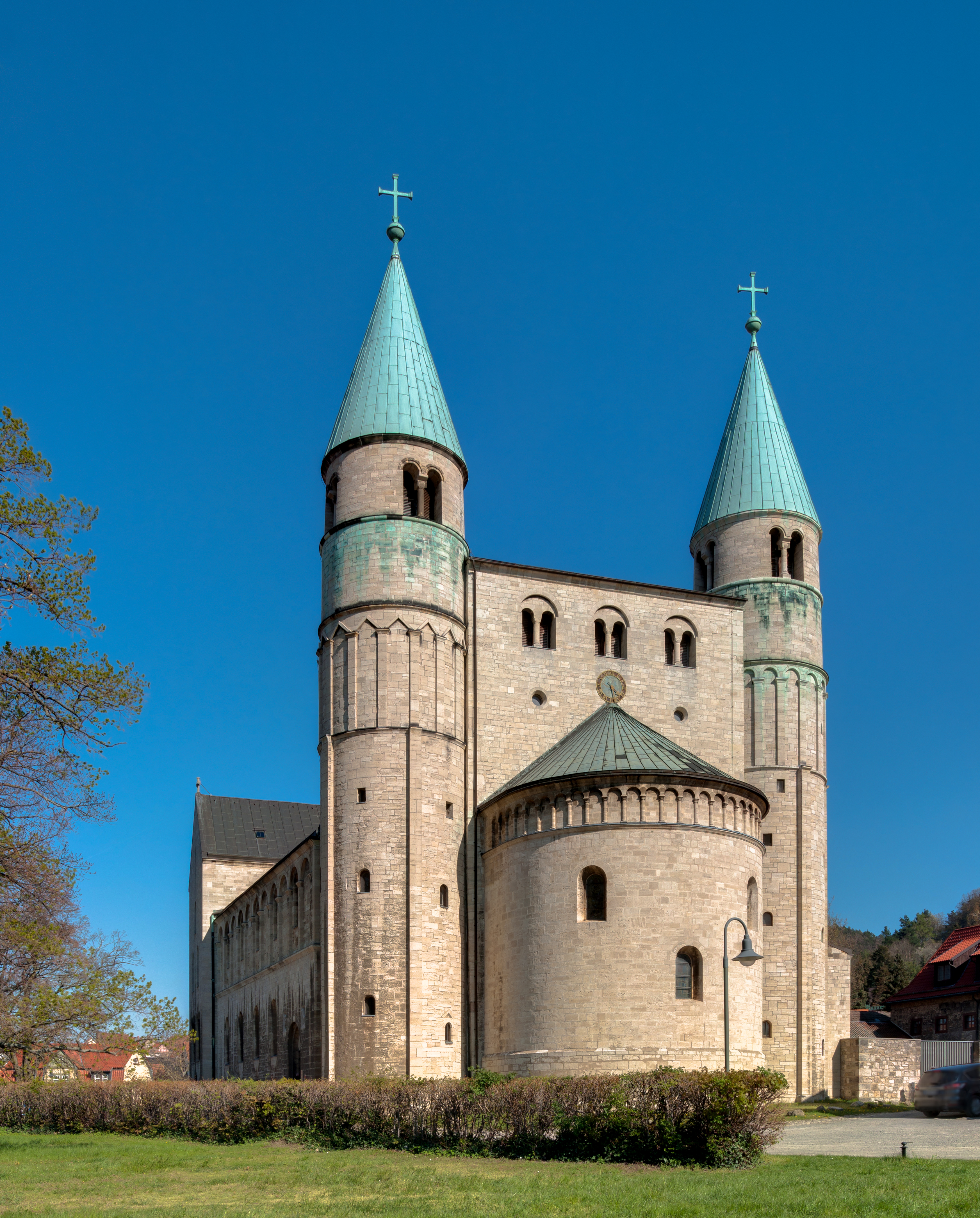
Stiftskirche Gernrode, Westapsis mit Blendgalerie vor 1050

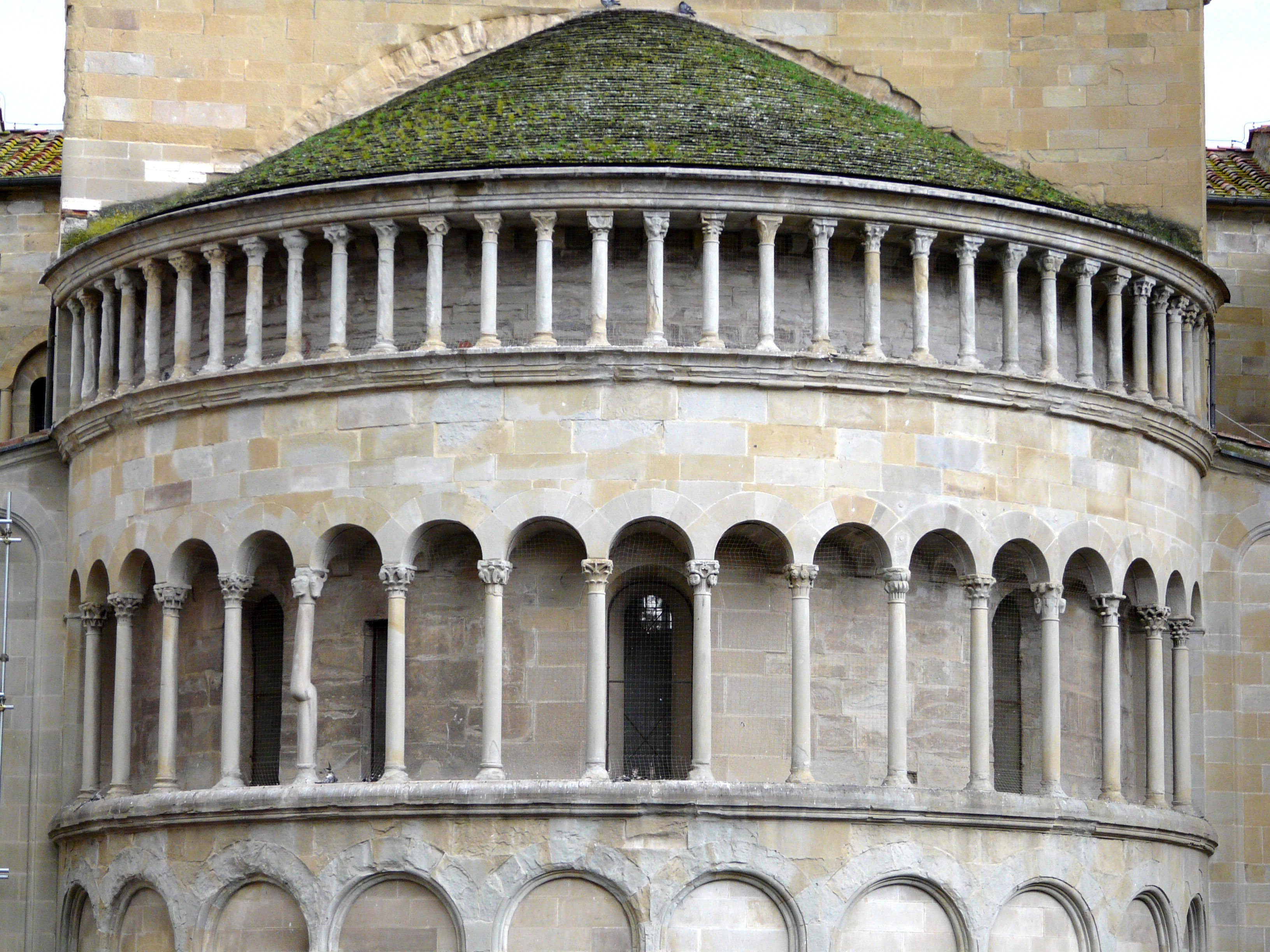
Santa Maria della Pieve, 12. Jh., in Arezzo, Toskana, untere Galerie mit Tonnengewölben, obere mit Architraven und Sicht auf die Apsiskuppel

- Die Tiefe von Zwerggalerien, also der Abstand der Rückwand von der Arkade, kann recht unterschiedlich sein. In diesem Zusammenhang ist interessant, dass im 2. Viertel des 11. Jahrhunderts, also etwa zeitgleich mit den in mittlerer Fassadenhöhe gelegenen Trierer Zwerggalerien die Westapsis der Stiftskirche Gernrode mit einer Blendgalerie gleich unter der Traufe ausgestattet wurde, also dort, wo nach der Jahrhundertmitte am Dom zu Speyer und im folgenden Jahrhundert in Mainz und Worms Zwerggalerien angelegt wurden.
- Bei Zwerggalerien in halber Wandhöhe hatte eine geringe Tiefe den Vorteil, dass ein größerer Teil der Last des oberhalb liegenden Gemäuers von der Rückwand getragen wurde, und nicht von der Arkade.
- In der typischen Position unter der Dachtraufe konnte die Auflast gering sein. Andererseits hatte außen positionierte Auflast den Vorteil, der resultierenden Kraft aus Wandgewicht und Gewölbeschub eine vertikalere Richtung zu geben.
- In einzelnen Fällen wurde sogar auf eine senkrechte Rückwand verzichtet, sodass die Öffnungen zwischen den Säulen den Blick auf die Flanke der dahinter liegenden Gewölbekappe freigeben. In zwei gezeigten Beispielen verdeutlichen die gekrümmten Schatten der Säulen die Wölbung der Apsiskuppeln.

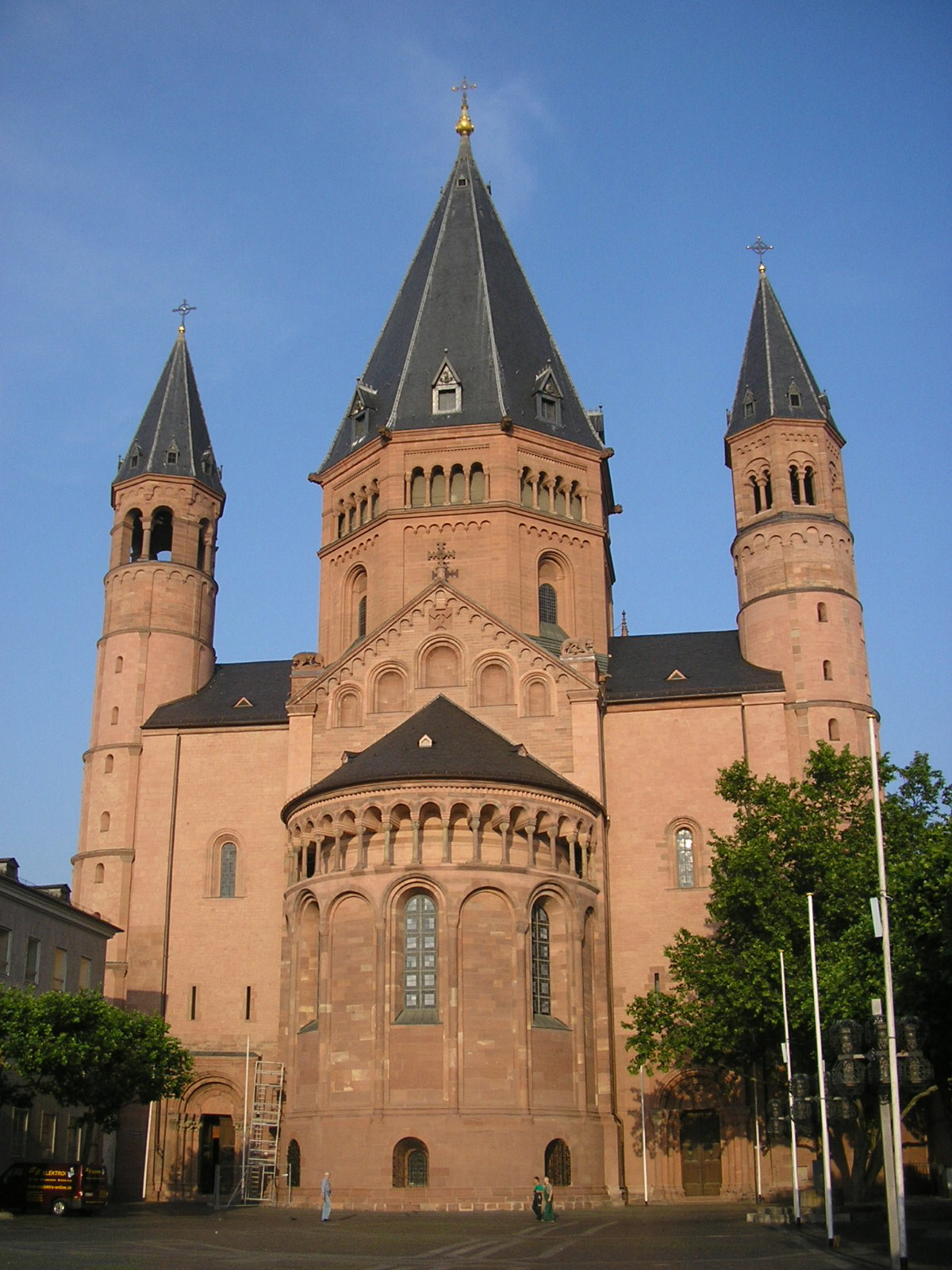
Mainzer Dom, Ostchor 1100–1106, Sicht auf Apsiskuppel
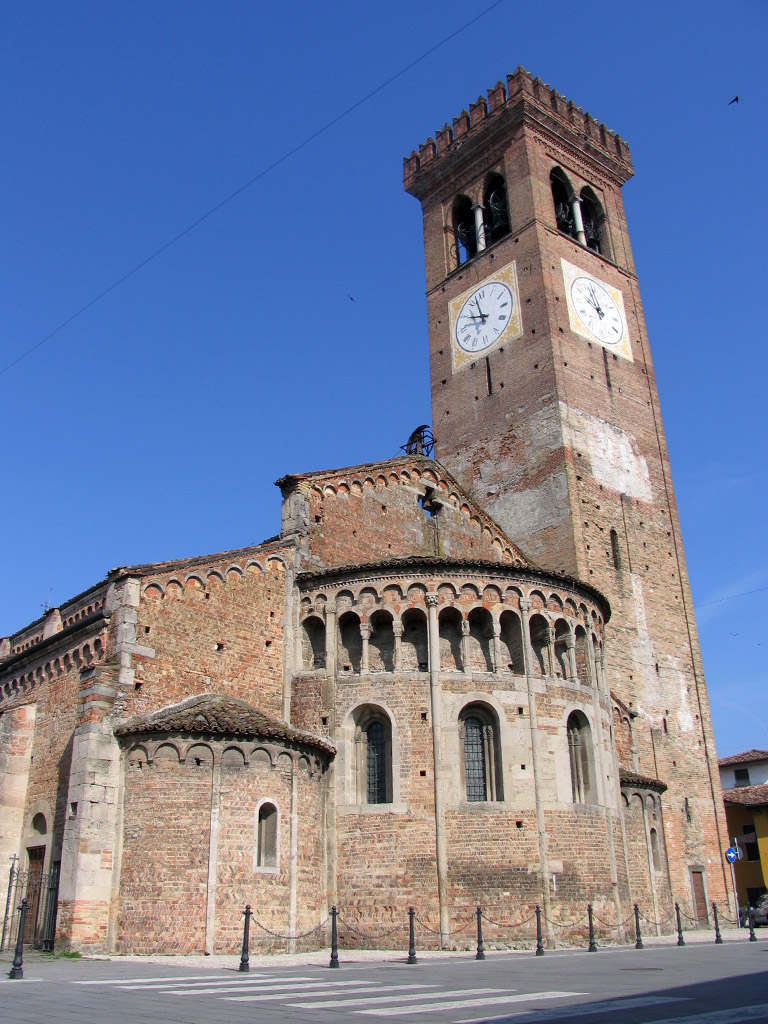
San Sigismondo, 12. Jh., in Rivolta d’Adda, Lombardei, Sicht auf Apsiskuppel
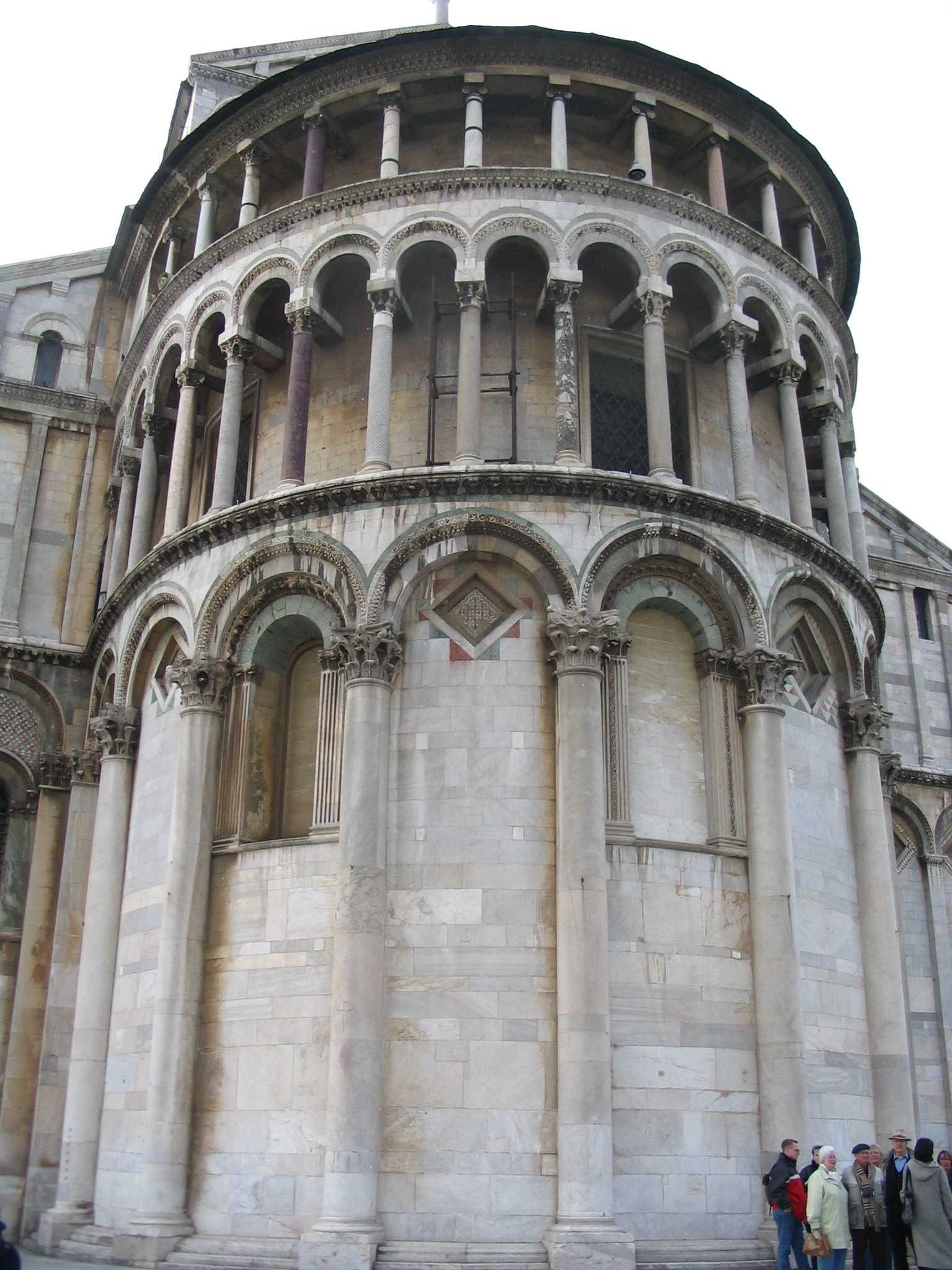
Pisa, Dom, Apsis 1063–1100, untere Galerie mit Rückwand und Quertonnen, obere ungewölbt, Sicht auf Apsiskuppel

## Unterschiedliche Gewölbedeckungen
Es entwickelten sich zwei Varianten: Bei der oberrheinischen Variante, beispielsweise in Speyer, wird der Laufgang der Galerie durch viele kleine Quertonnen gewölbt, die auf den Säulen der Zwerggalerie aufruhen. Die niederrheinische Version dagegen, die etwa in den Kölner Kirchen verwendet wird, hat hinter der Galeriearkade eine durchgehende Längstonne. Oft wird sie hier mit dem Plattenfries verbunden.

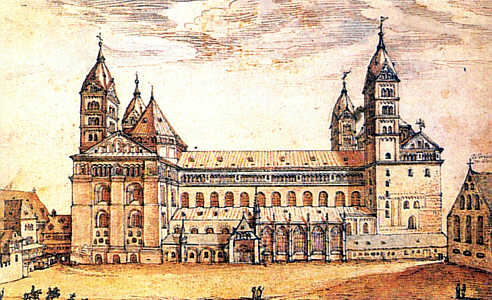
Speyerer Dom, Schiffserhöhung mit Zwerggalerien 1082–1106, Zeichnung 1610
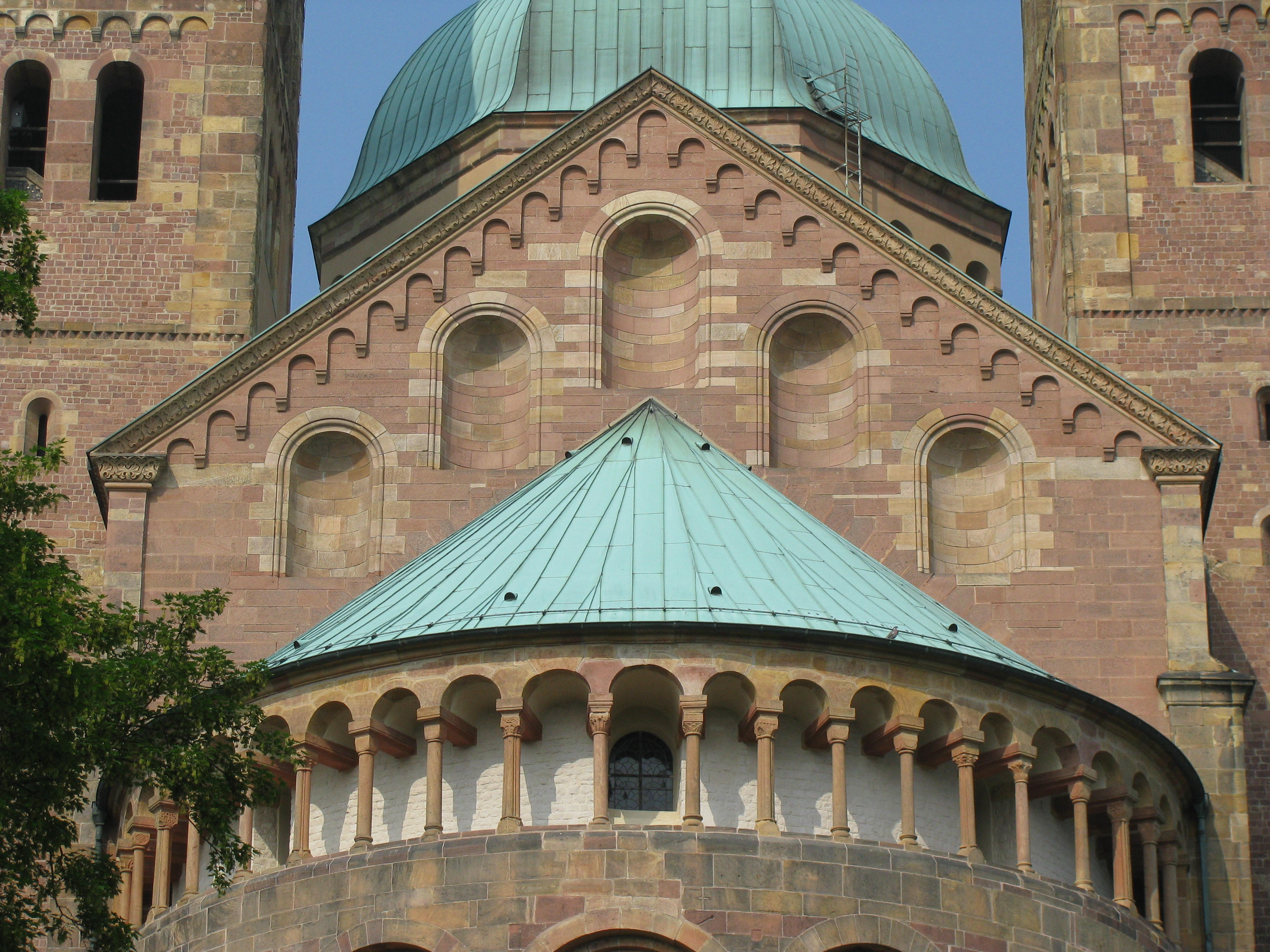
Speyerer Dom, Apsis mit Zwerggalerie ebenfalls 1082–1106, Quertonnen, senkrechte Rückwand
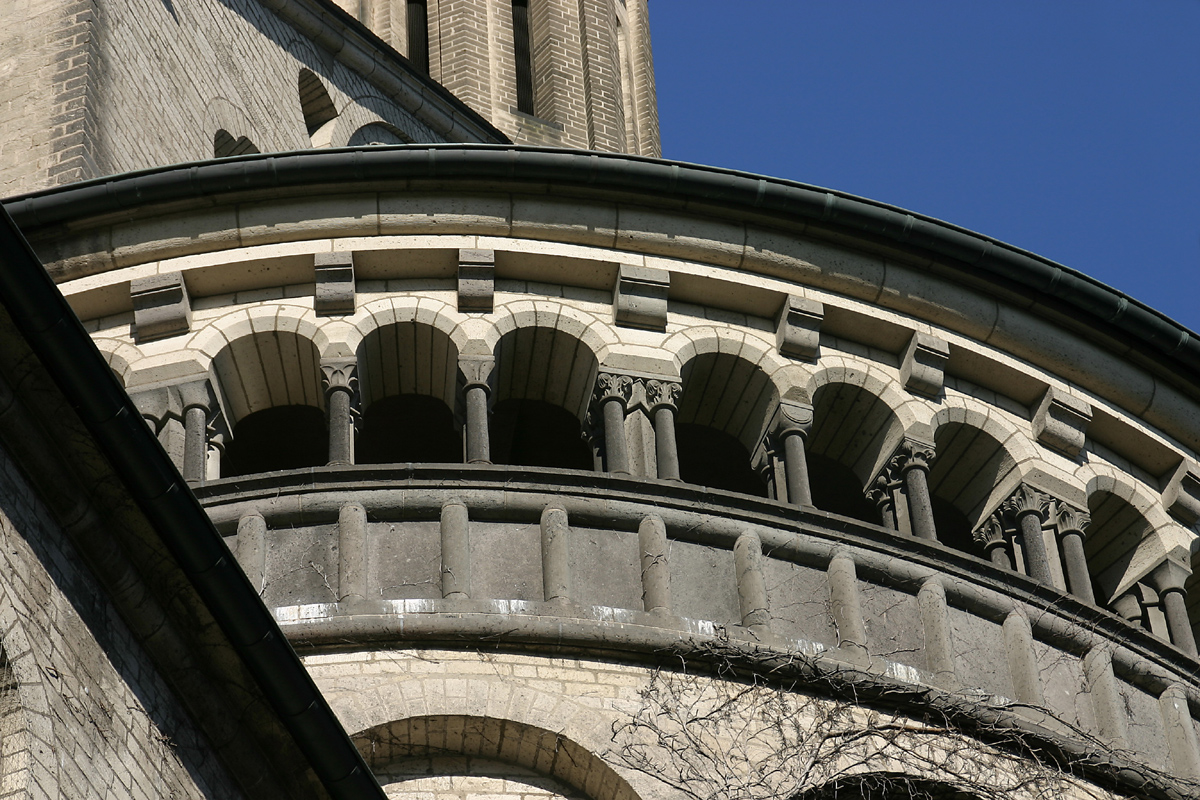
Groß St. Martin, Köln, Drei-Konchen-Chor 1150–1172, Zwerggalerie mit Längstonne, darunter Plattenfries

Am Mainzer Dom treten bemerkenswerterweise beide Typen auf: Die ältere Ostapsis ist nach Speyrer Vorbild mit einer oberrheinischen, der spätromanische Westbau mit einer niederrheinischen Zwerggalerie über einem Plattenfries geschmückt.

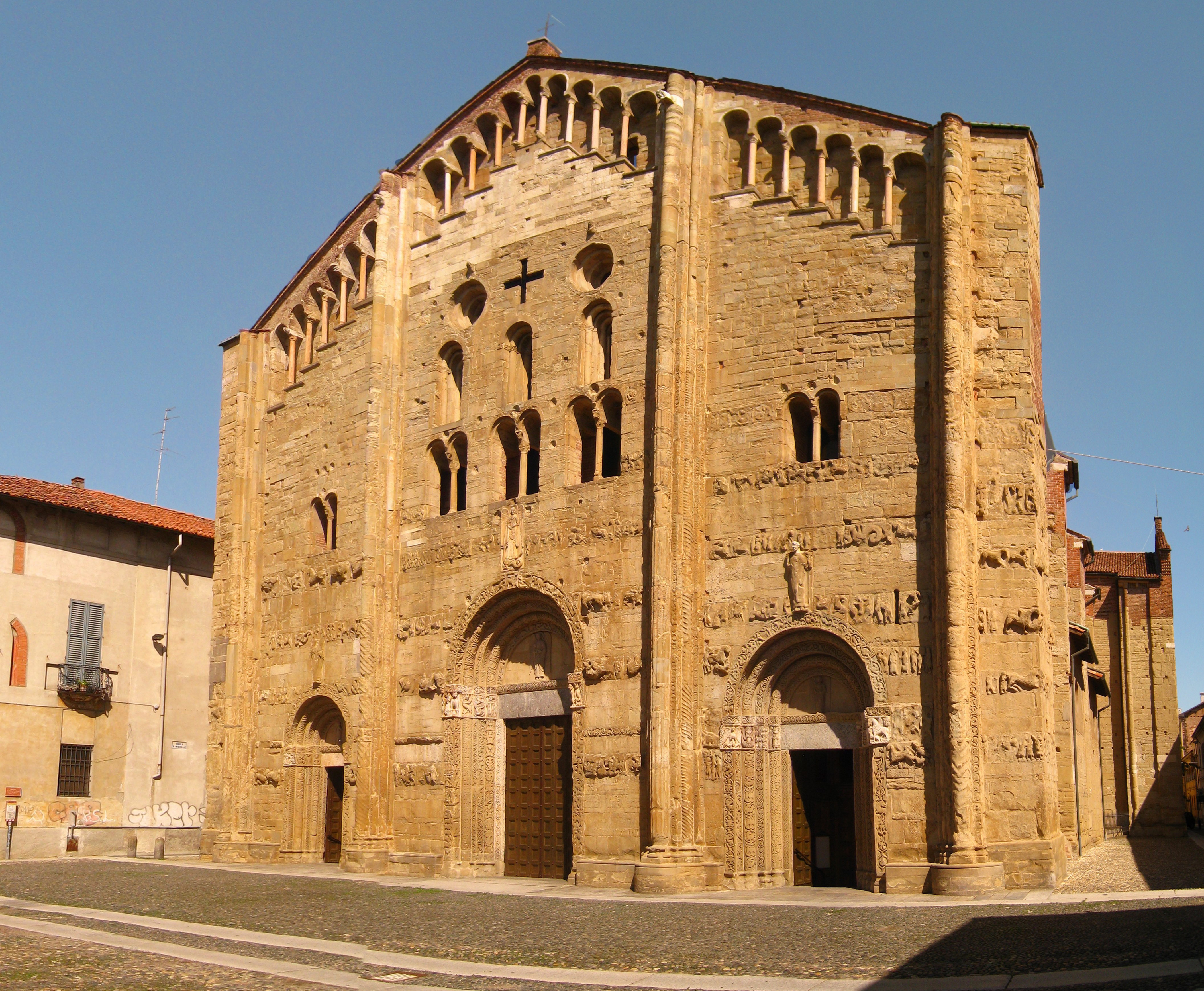
San Michele Maggiore, vor 1155, in Pavia, Lombardei, ansteigende Zwerggalerie

Die Zwerggalerie ist in der mitteleuropäischen Architektur sehr schnell als Gestaltungsmittel einer Außenwand aufgegriffen worden, vor allem in Deutschland (Rheinland) und in Nord- und Mittelitalien.

## Verschiedene Positionen
Es gibt Kirchen, deren Fassade fast ausschließlich aus übereinander gelagerten Säulengalerien besteht, beispielsweise in der Toskana in Arezzo die Santa Maria della Pieve. Auch am Schiefen Turm von Pisa wurde dieses Prinzip aufgegriffen und in besonders dekorativer Form fortgeführt.
Eine Neuerung gegenüber mitteleuropäischen Gepflogenheiten findet sich in der lombardischen Romanik und der anschließenden lombardischen Gotik: Hier können Zwerggalerien auch unter der Giebelschräge angelegt sein und mit dieser ansteigen.
In Frankreich gibt es nur wenige Zwerggalerien in der romanischen Architektur.

## Gotische Zwerggalerien
Einzelne Zwerggalerien wurden auch in der Gotik noch errichtet. Allerdings ging man zunehmend zu Balustraden über. Der Hochchor der Kathedrale von Reims hatte im Originalzustand eine Galerie mit offenen Arkaden und Laufgang, aber ohne Gewölbe. Hinter dem Laufgang verlief vor der Dachtraufe die Regenrinne.

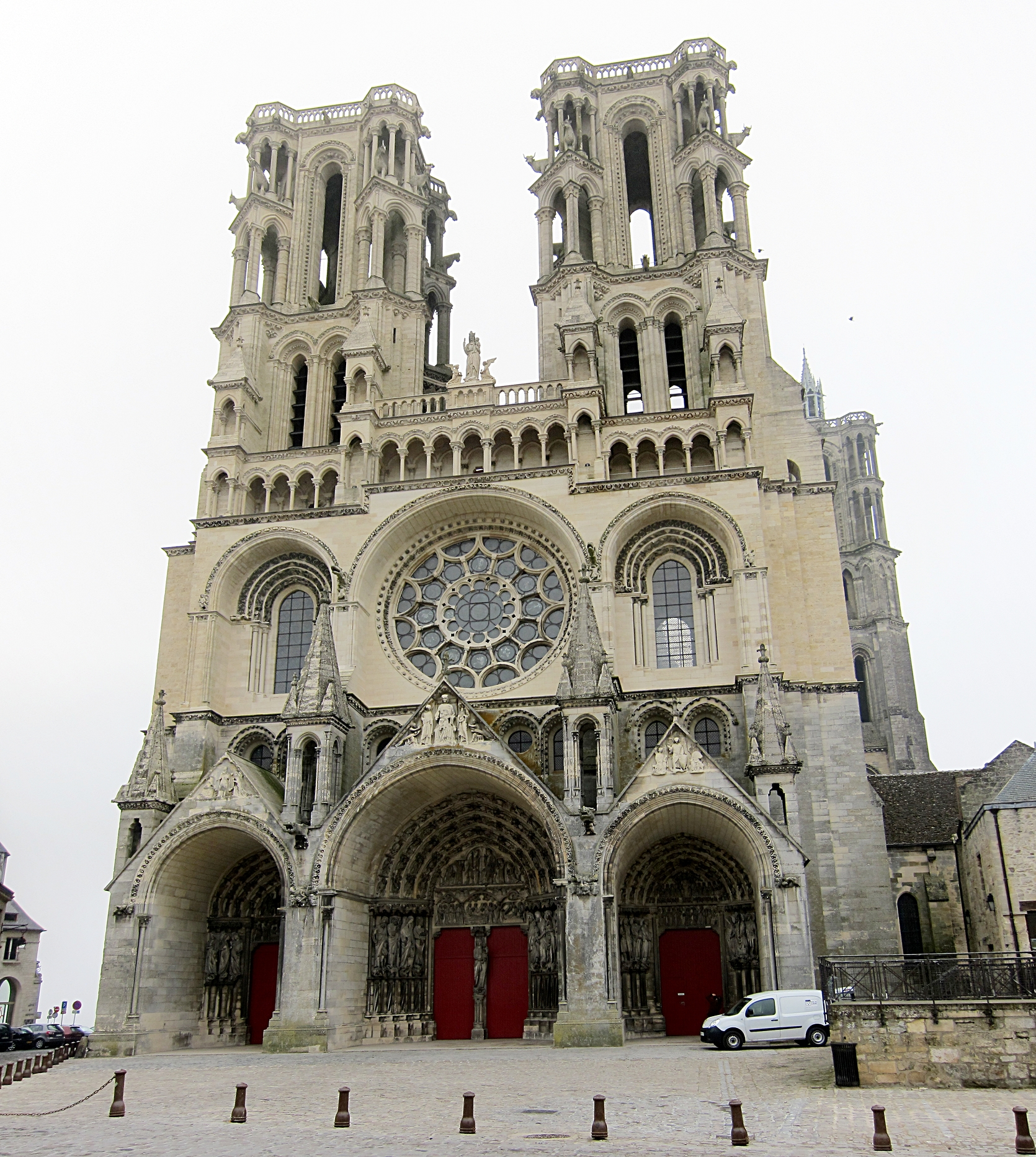
Kathedrale von Laon, um 1200, frühgotisch
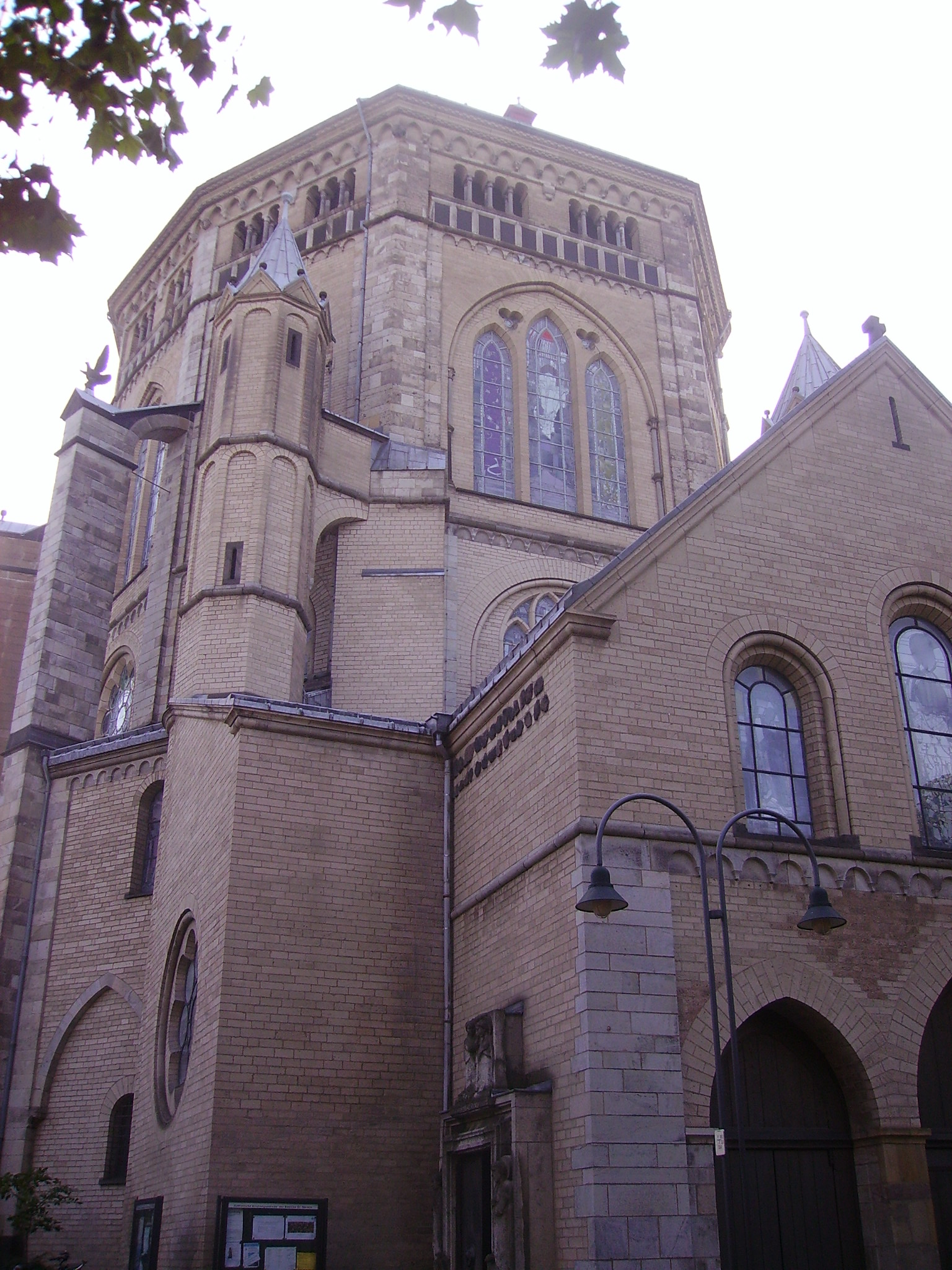
Dekagon von St. Gereon (Köln), 1219–1227, frühgotisch
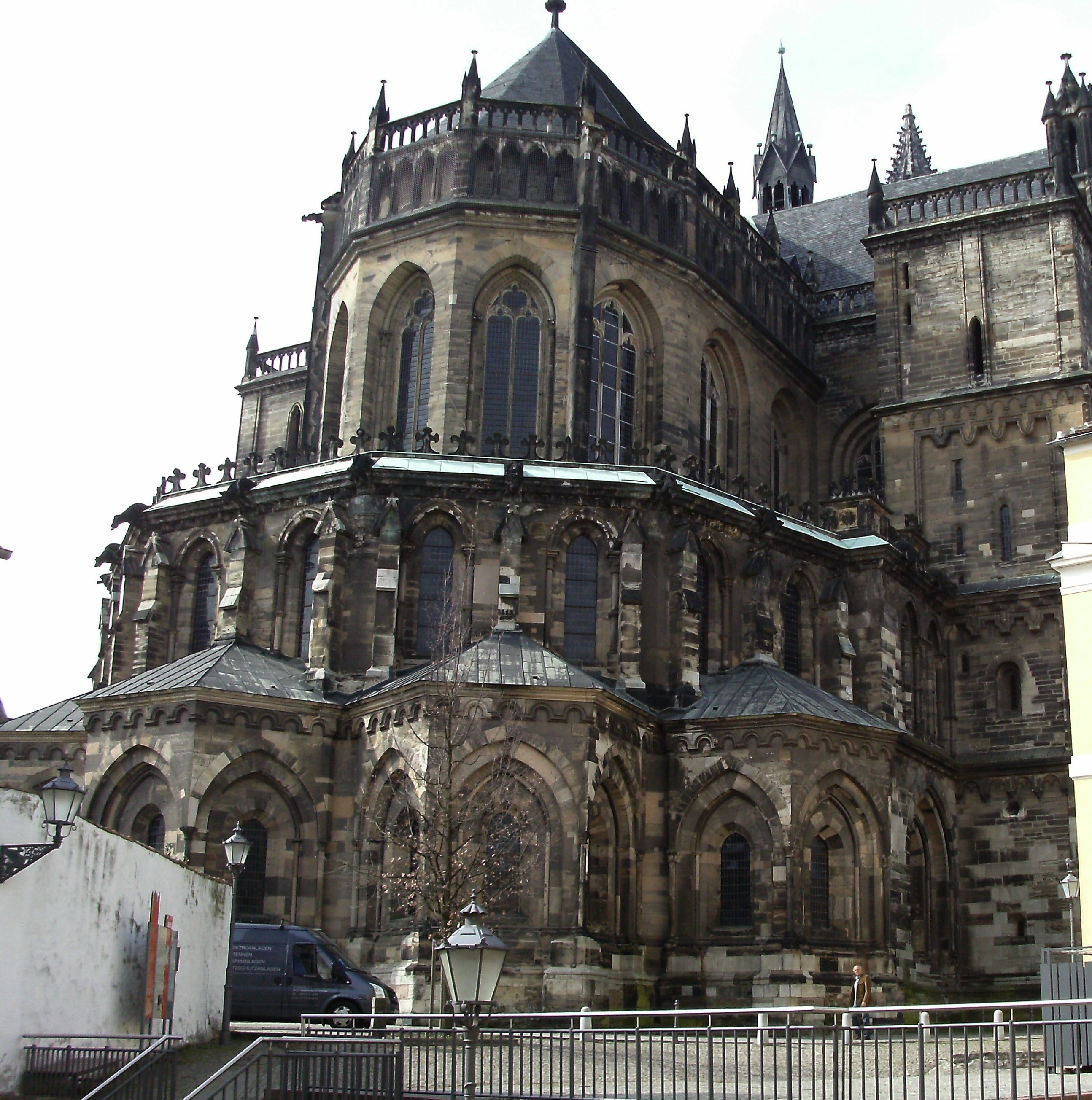
Magdeburger Dom: Umgang und Empore frühgotisch, Hochchor ab 1230, hochgotisch
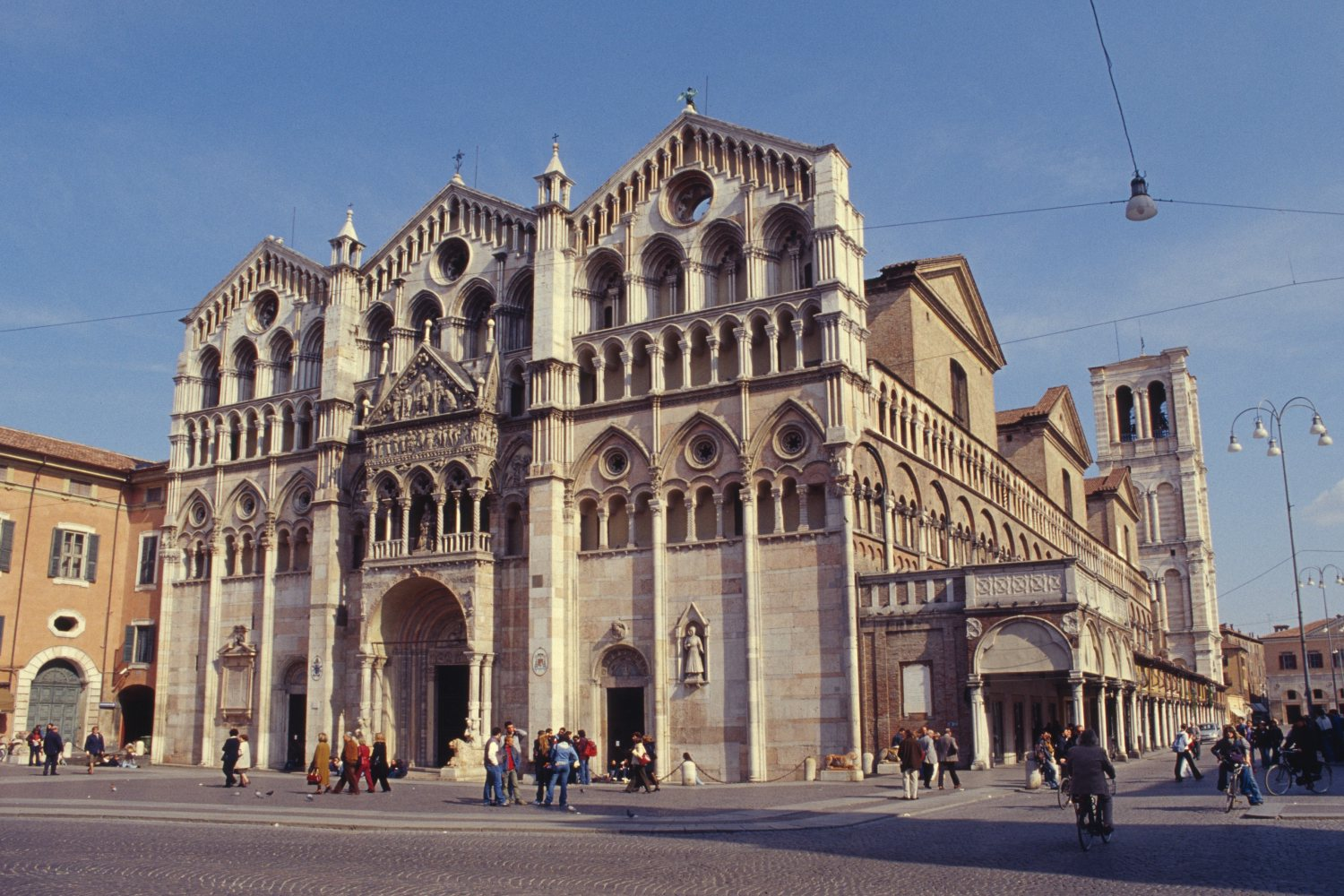
Kathedrale von Ferrara, gotische Zwerggalerien um 1250

## Zwerggalerien als Skulpturengalerien

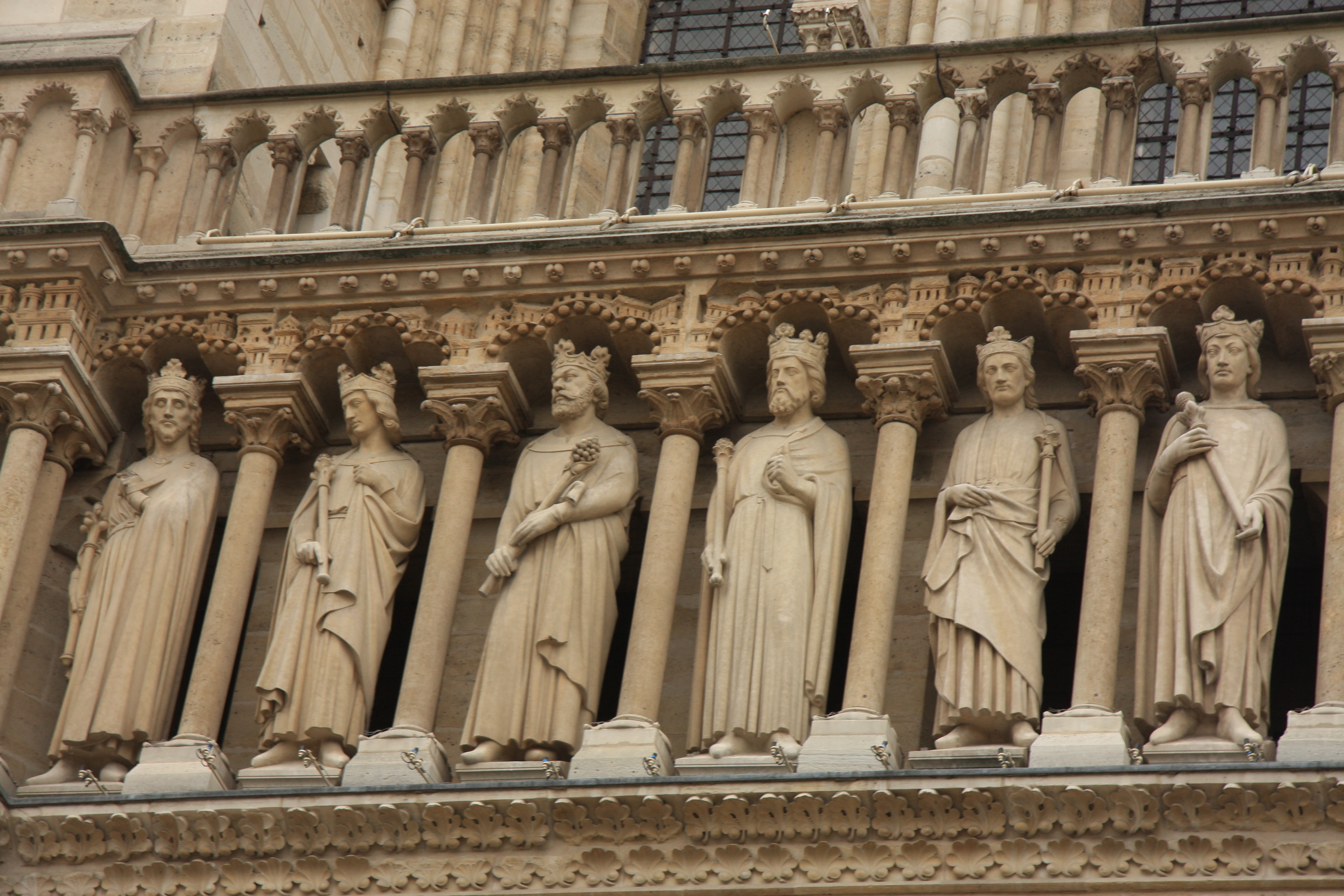
Notre-Dame de Paris, Königsgalerie um 1220, auch eine Zwerggalerie

An zahlreichen romanischen und gotischen Kirchen in Frankreich gibt es Galerien mit Statuen. Viele dieser Galerien sind von der Konstruktion her Blendgalerien, die Skulpturen stehen also zwischen wandständigen Pfeilern. Aber ein paar der Skulpturengalerien sind von der Konstruktion her Zwerggalerien mit Abstand zwischen Arkade und Rückwand. Beispiele sind die Heiligengalerie der Kirche Ste-Croix in Bordeaux und die Königsgalerien der Kathedralen von Paris und von Amiens.